# جيلين براون
جيلين براون (بالإنجليزية: Jaylen Brown)‏ مواليد 24 أكتوبر 1996 في ماريتا، هو لاعب كرة سلة أمريكي. بدأ مسيرته الاحترافية في سنة 2016. تم اختياره من قبل فريق بوسطن سيلتكس خلال الدرافت ويلعب معه حاليا في الرابطة الوطنية لكرة السلة. يحمل الرقم 7. يبلغ طوله 6 قدم 7 بوصة (2.0 م).

## إحصائيات المسيرة

### الموسم الاعتيادي
| السنة   | الفريق       | لعب | بدأ | دقيقة | ميداني% | ثلاثية | حرة  | ارتداد | صنع | استلاب | تصدي | نقطة |
| ------- | ------------ | --- | --- | ----- | ------- | ------ | ---- | ------ | --- | ------ | ---- | ---- |
| 2016–17 | بوسطن سيلتكس | 78  | 20  | 17.2  | .454    | .341   | .685 | 2.8    | .8  | .4     | .2   | 6.6  |
| المسيرة | المسيرة      | 78  | 20  | 17.2  | .454    | .341   | .685 | 2.8    | .8  | .4     | .2   | 6.6  |

### الأدوار الإقصائية
| السنة   | الفريق       | لعب | بدأ | دقيقة | ميداني% | ثلاثية | حرة  | ارتداد | صنع | استلاب | تصدي | نقطة |
| ------- | ------------ | --- | --- | ----- | ------- | ------ | ---- | ------ | --- | ------ | ---- | ---- |
| 2017 ‏   | بوسطن سيلتكس | 17  | 0   | 12.6  | .479    | .217   | .667 | 2.1    | .8  | .4     | .1   | 5.0  |
| المسيرة | المسيرة      | 17  | 0   | 12.6  | .479    | .217   | .667 | 2.1    | .8  | .4     | .1   | 5.0  |

## روابط خارجية
- جيلين براون على موقع الاتحاد الدولي لكرة السلة (الإنجليزية)
- جيلين براون على موقع إن بي أي (الإنجليزية)
- جيلين براون على موقع سبورتس رفرنس (الإنجليزية)
- جيلين براون على موقع كرة السلة الأوروبية.كوم (الإنجليزية)
- جيلين براون على موقع DraftExpress.com (الإنجليزية)
- جيلين براون على موقع إي إس بي إن.كوم (الإنجليزية)
- جيلين براون على موقع كلية كرة السلة في سبورتس رفرنس.كوم (الإنجليزية)
- جيلين براون على موقع ريلجم (الإنجليزية)
- جيلين براون على موقع بروبوليرز (الإنجليزية)
- جيلين براون على موقع سبورتس رفرنس (الإنجليزية)